# NGC 95
Az NGC 95 egy spirálgalaxis az Halak csillagképben.

## Felfedezése
Az NGC 95 galaxist William Herschel fedezte fel 1784. október 18-án.

## Tudományos adatok
A galaxis 5380 km/s sebességgel távolodik tőlünk.